# Gerda Bryłka-Krajciczek
Gerda Elżbieta Bryłka-Krajciczek (ur. 12 sierpnia w 1941 w Świętochłowicach) — polska gimnastyczka.
W latach 1959–1968 zawodniczka KS Zgoda w Świętochłowicach, reprezentantka Polski 1962–1966.
Medalistka mistrzostw Polski:
- złota
  - w skoku przez konia w latach 1963, 1965[1]
  - w ćwiczeniach wolnych w roku 1965[1].
- brązowa
  - w wieloboju w latach 1963, 1964.

Uczestniczka mistrzostw świata w roku 1962 w Pradze podczas których zajęła 52. miejsc w wieloboju indywidualnym oraz 7. miejsce w wieloboju drużynowym. Startowała w mistrzostwach Europy w roku 1965 podczas których zajęła 12. miejsce w wieloboju indywidualnym.
Uczestniczka igrzysk olimpijskich w Tokio 1964 zajęła:
- 7. miejsce w wieloboju drużynowym,
- 20. miejsce w ćwiczeniach wolnych,
- 21. miejsce w ćwiczeniach na równoważni,
- 23. miejsce w skoku przez konia,
- 28. miejsce w wieloboju indywidualnym,
- 45. miejsce w ćwiczeniach na poręczach.